# Silicon Integrated Systems

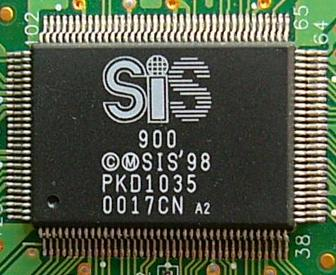
SiS LAN Chip SiS900

Silicon Integrated Systems (também conhecida como SiS, em chinês: 矽統科技) é uma companhia taiwanesa de criação de chipsets para placas-mãe, além de processadores de rede, vídeo, entre outros. Foi fundada em 1987 em Hsinchu Science Park, Taiwan.
Entre os produtos criados pela SiS estão chipsets usados popularmente em placas-mãe de baixo custo, e possuem uma fama de baixo desempenho e poucos recursos. A empresa, no entanto, foi escolhida para fornecer o chipset multimídia para o console de videogame Xbox 360